# Colon descendente
El colon descendente de los humanos es un órgano hueco en forma de tubo que forma parte del aparato digestivo y se encuentra localizado en el lado izquierdo del abdomen. Forma parte del «intestino grueso» científicamente denominado (colon). El denominado 'colon distal' incluye el colon descendente y el colon sigmoide, que se conecta con el recto.

## Anatomía
Su ubicación se extiende desde el hipocondrio izquierdo, pasando por el flanco izquierdo y llegando a la fosa lumbar izquierda, junto al borde lateral del riñón izquierdo.

A nivel de la porción final del riñón izquierdo, el colon se hace medial hacia el borde lateral del músculo psoasiliáco, y entonces desciende a nivel del ángulo que se forma entre el psoas y el cuadrado lumbar hacia la cresta ilíaca donde se convierte en el colon sigmoide. 
El peritoneo cubre la cara anterior y lados del colon descendente, por lo cual esta porción del colon es considerada retroperitoneal (a diferencia del colon transverso y sigmoideo, los cuales son intraperitoneales). Su porción posterior se comunica a través de tejido conectivo con la porción más baja y lateral del riñón izquierdo, la aponeurosis del músculo transverso del abdomen, y con el cuadrado lumbar.

### Irrigación
Recibe irrigación a través de ramas de la arteria Cólica izquierda . 

Irrigación del colon descendente.

Tiene un lumen pequeño y está ubicado más profundamente que su análogo colon ascendente.

## Función
Si bien la primera parte del intestino grueso es responsable de la absorción de agua y otras sustancias del quimo, la función principal del colon descendente es almacenar desechos hasta que puedan ser eliminados del cuerpo en forma sólida, cuando una persona tiene un movimiento intestinal.

Las heces se solidifican gradualmente a medida que avanzan hacia el colon descendente.

## Patología
La distensión permanente en diámetro y longitud, es denominada Megacolon y tiene varias causas desencadenantes.

El megacolon congénito (enfermedad de Hirschsprung) en el colon descendente, tiene como característica una falta de neuronas (del plexo Mientérico o plexo de Auerbach),  El músculo liso del colon no es estimulado por neuronas y no puede mover el contenido, que se acumula y provoca estreñimiento y obstrucción.

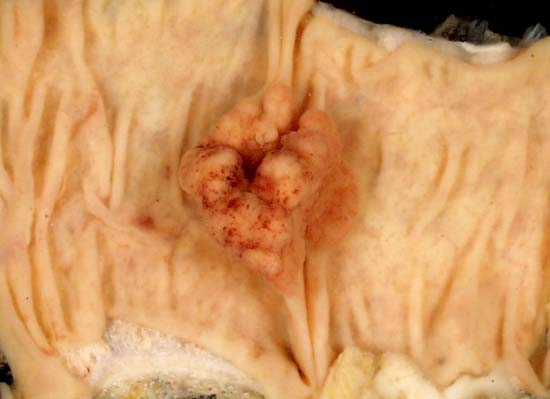
Pólipo adenomatoso. Colon abierto.

Pólipos adenomatosos (adenomas): estos pólipos algunas veces se transforman en cáncer. 
Pólipos inflamatorios y pólipos hiperplásicos: en general no son precancerosos.

El cáncer de Colon y recto es el tercer cáncer más frecuente, y la cuarta causa de muerte por cáncer a nivel mundial. El cáncer de colon izquierdo (CCI) muestra diferente pronóstico con respecto al cáncer de colon derecho (CCD).